# Octoeco (livro)

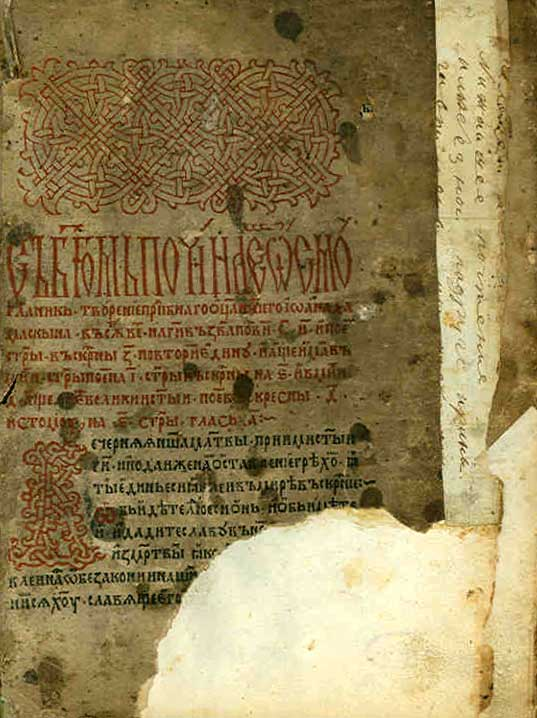
Capa do primeiro octoeco impresso, por Schweipolt Fiol, na Cracóvia em 1491

O octoeco  (em grego clássico: Ὀκτώηχος; romaniz.: Oktṓēchos; em antigo eslavo eclesiástico:  Осмѡгласникъ, transl. Osmoglasnik), também conhecido como Grande Octoeco (em grego clássico: Ὀκτώηχος ἡ μεγάλη; romaniz.: Oktṓēchos hē megálē), é um livro litúrgico do rito bizantino, que contém hinos compostos conforme os oito modos do octoeco, a fim de serem alternados ao longo do ano litúrgico.
A primeira manifestação completa do octoeco se deu em 692, durante o Concílio Quinissexto, após uma reforma do canto de Jerusalém pelos monges do mosteiro de Mar Saba. Equivale ao tonário do rito latino, e, no hoje já bizantinizado antigo rito georgiano, ao Iadgari (em georgiano:  იადგარი).